# Dmitrij Sorokin (sportowiec)
Dmitrij Andriejewicz Sorokin (ros. Дмитрий Андреевич Сорокин; ur. 27 września 1992 w Chabarowsku) – rosyjski lekkoatleta, specjalizujący się w trójskoku.
W 2009 bez powodzenia startował na mistrzostwach świata juniorów młodszych w Bressanone. Kontrola dopingowa przeprowadzona w dniu 11 maja 2011 roku wykazała obecność w jego organizmie niedozwolonego dopingu. Zawodnik został zdyskwalifikowany na dwa lata (do 26 maja 2013). Po powrocie do rywalizacji, zajął 6. miejsce na halowych mistrzostwach Europy w Pradze (2015). Złoty medalista uniwersjady oraz siódmy zawodnik światowego czempionatu w Pekinie (2015). W tym samym roku stanął na najwyższym stopniu podium światowych igrzysk wojska w Mungyeong.
Złoty medalista mistrzostw Rosji.
Rekordy życiowe: stadion – 17,29 (9 lipca 2015, Gwangju); hala – 17,05 (7 lutego 2016, Petersburg).

## Osiągnięcia
| Rok  | Impreza                               | Miejsce    | Pozycja           | Wynik |
| ---- | ------------------------------------- | ---------- | ----------------- | ----- |
| 2009 | Mistrzostwa świata juniorów młodszych | Bressanone | el. – 13. miejsce | 14,73 |
| 2015 | Halowe mistrzostwa Europy             | Praga      | 6. miejsce        | 16,65 |
| 2015 | Uniwersjada                           | Gwangju    | 1. miejsce        | 17,29 |
| 2015 | Mistrzostwa świata                    | Pekin      | 7. miejsce        | 16,99 |
| 2015 | Światowe wojskowe igrzyska sportowe   | Mungyeong  | 1. miejsce        | 17,01 |
| 2019 | Mistrzostwa świata                    | Doha       | el. – 14. miejsce | 16,86 |